# Novothymbris
Novothymbris är ett släkte av insekter. Novothymbris ingår i familjen dvärgstritar.
Kladogram enligt Catalogue of Life:
| Novothymbris | \| \| Novothymbris cassiniae \| \| \| \| \| \| Novothymbris castor \| \| \| \| \| \| Novothymbris cithara \| \| \| \| \| \| Novothymbris extremitatis \| \| \| \| \| \| Novothymbris eylesi \| \| \| \| \| \| Novothymbris hinemoa \| \| \| \| \| \| Novothymbris maorica \| \| \| \| \| \| Novothymbris notata \| \| \| \| \| \| Novothymbris notialis \| \| \| \| \| \| Novothymbris peregrina \| \| \| \| \| \| Novothymbris pollux \| \| \| \| \| \| Novothymbris punctata \| \| \| \| \| \| Novothymbris solitaria \| \| \| \| \| \| Novothymbris tararua \| \| \| \| \| \| Novothymbris vagans \| \| \| \| \| \| Novothymbris zealandica \| \| \| \| |
|              | \| \| Novothymbris cassiniae \| \| \| \| \| \| Novothymbris castor \| \| \| \| \| \| Novothymbris cithara \| \| \| \| \| \| Novothymbris extremitatis \| \| \| \| \| \| Novothymbris eylesi \| \| \| \| \| \| Novothymbris hinemoa \| \| \| \| \| \| Novothymbris maorica \| \| \| \| \| \| Novothymbris notata \| \| \| \| \| \| Novothymbris notialis \| \| \| \| \| \| Novothymbris peregrina \| \| \| \| \| \| Novothymbris pollux \| \| \| \| \| \| Novothymbris punctata \| \| \| \| \| \| Novothymbris solitaria \| \| \| \| \| \| Novothymbris tararua \| \| \| \| \| \| Novothymbris vagans \| \| \| \| \| \| Novothymbris zealandica \| \| \| \| |
|              | Novothymbris cassiniae |
|              | |
|              | Novothymbris castor |
|              | |
|              | Novothymbris cithara |
|              | |
|              | Novothymbris extremitatis |
|              | |
|              | Novothymbris eylesi |
|              | |
|              | Novothymbris hinemoa |
|              | |
|              | Novothymbris maorica |
|              | |
|              | Novothymbris notata |
|              | |
|              | Novothymbris notialis |
|              | |
|              | Novothymbris peregrina |
|              | |
|              | Novothymbris pollux |
|              | |
|              | Novothymbris punctata |
|              | |
|              | Novothymbris solitaria |
|              | |
|              | Novothymbris tararua |
|              | |
|              | Novothymbris vagans |
|              | |
|              | Novothymbris zealandica |
|              | |